# Honan
Honan je hustá tkanina s rustikálním povrchem z hrubšího tussahového hedvábí. Označení je odvozeno od jména čínské provincie Honan (nebo Che-nan), odkud tkanina pochází.
Imitace honanu se často vyrábějí z vikózových filamentů i staplových přízí.

## Vlastnosti a použití
Původní honan byl ručně tkaný v plátnové vazbě, v osnově byl gréž a v útku trama. Poznávacím znamením byl modrý („útkový“) kraj tkaniny.
Tkanina má žlutavý až okrový odstín, tupý, mírný lesk. Přes drsný až hrubý povrch má zboží měkký omak. Na povrchu jsou viditelné nopky a nestejnoměrnosti způsobené přízí a někdy také nepravidelným přírazem  bidla při tkaní.
Honan se někdy pokládá za druh ponžé.
Používá se na halenky, obleky, lehké pláště a bytové textilie. 